# Calle del Espejo

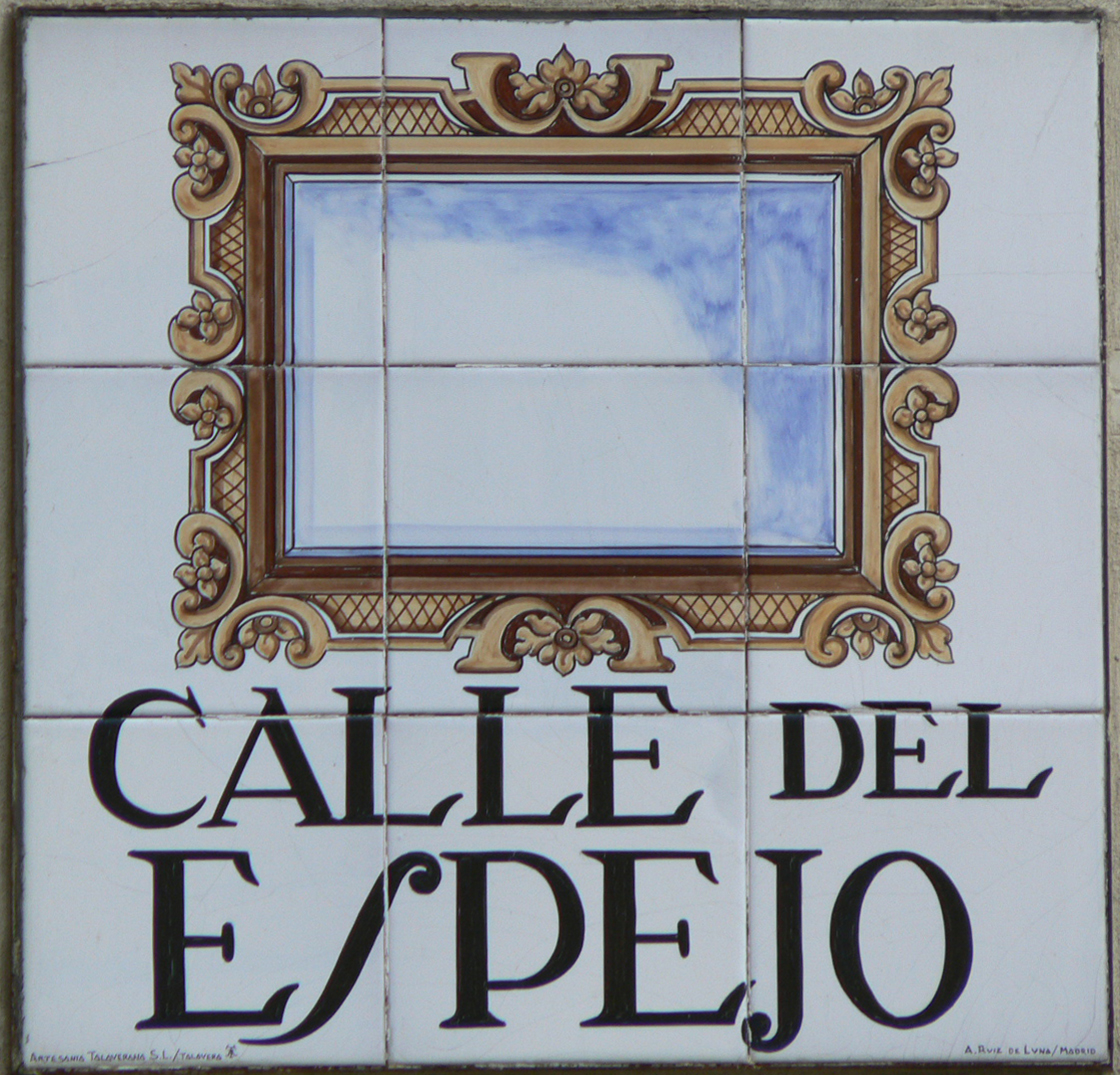
Calle del Espejo en el callejero tradicional del casco antiguo de Madrid, obra del ceramista Ruiz de Luna.

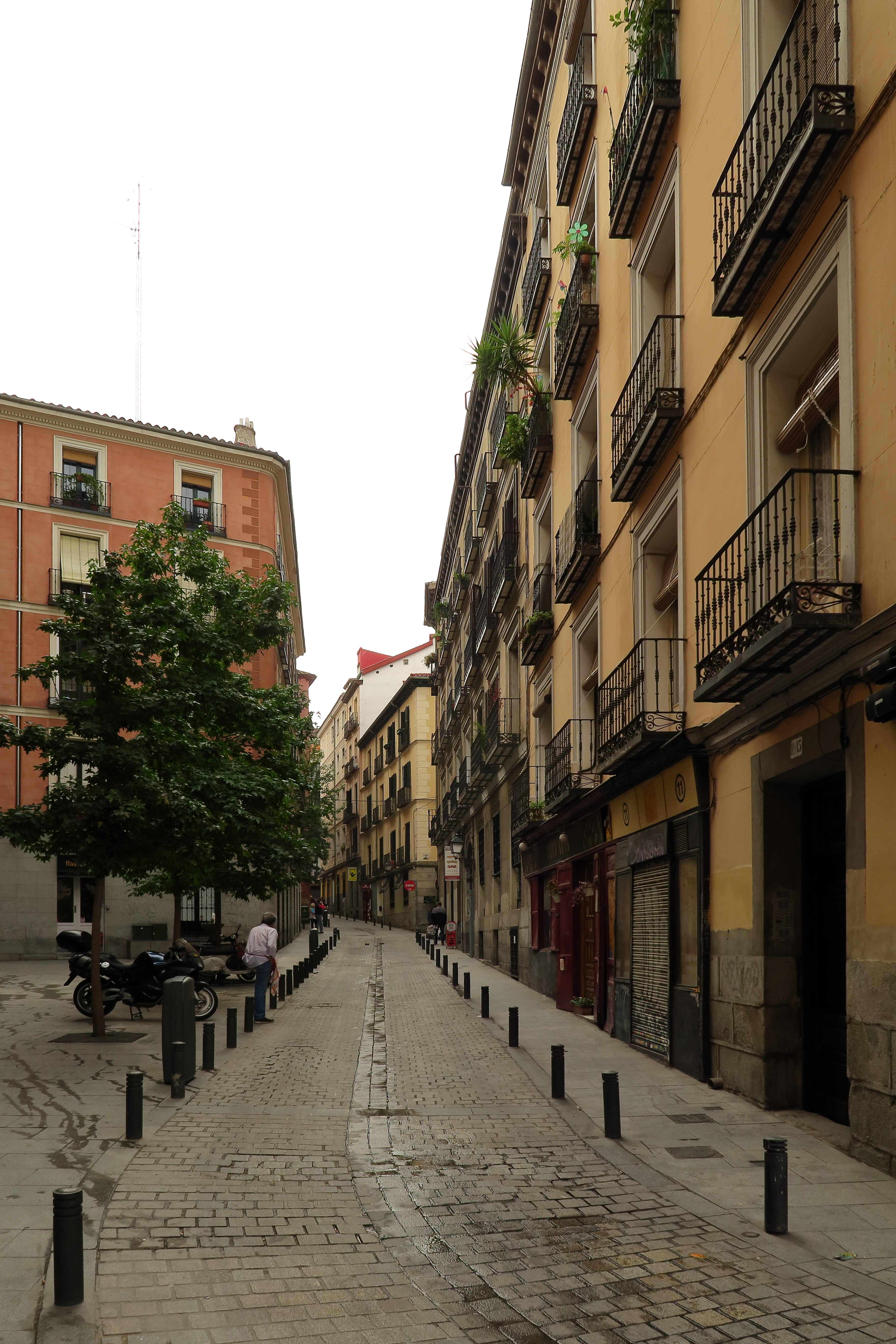
Calle del Espejo en 2016.

La calle del Espejo de Madrid (España) es una callejuela de pasado medieval en el distrito Centro, entre la calle de Santiago y la de la Independencia. Su origen de atalaya morisca, que servía como torre de señales a la antigua «Mayrit» o «Majerit», y llamándose en lengua latina a estas atalayas «specula» (atalaya), pudo confundirse luego con «speculum» (espejo) y darle así su nombre legendario de Espejo. Así se refleja en el elegíaco discurso pronunciado por Nicolás Fernández de Moratín en la junta general de la Sociedad Económica Matritense -en 24 de diciembre de 1779, cuatro meses antes de su fallecimiento- cuando la describe como una de 

"...las que labran junto a la eminente

atalaya deshecha, que a su calle

nombran de Espejo equivocadamente.

## Historia
Esta pequeña calleja del antiguo barrio de Palacio, por la que en su origen corría la muralla del Madrid morisco, pudo tomar su nombre -como cantaba Nicolás Fernández de Moratín-, de aquellas «specula» levantadas por los árabes en la muralla después de que Ramiro II de León, su primer conquistador cristiano conocido, abandonase la plaza por no tener guarnición suficiente para defenderla, o quizá porque, una vez saqueada, ya no merecía la pena conservarla.
Cuenta Ramón Gómez de la Serna en su descripción del origen de la Plaza de Oriente, que buena parte de esta calle del Espejo y su entorno fueron derribados en 1810 en la operación de limpieza y explanado urbanístico llevada a cabo por José I Bonaparte, que con el 'deseado' retorno de Fernando VII, se quedó en "campo inmenso, irregular y sumamente molesto para el tránsito en el rigor de las estaciones". El rey Felón se ilusionó con la empresa de hacer una gran plaza circular y un coliseo, pero cambió de idea y se quedó todo a medio hacer, hasta que en un nuevo capricho se derribó lo que había, "se niveló el terreno, se edificó el teatro y se edificaron varias manzanas de casas entre la iglesia de Santiago y la calle del Espejo, formando calles simétricas (sic), pero que resultaban tristes y poco transitadas".
Por su parte, Isabel Gea echa leña al fuego especulando que le pudo venir este nombre a la calle por el hecho de que en ella tuvo su casa Antonio de Espejo, explorador en los virreinatos del Nuevo Mundo, entre 1571 y 1582.

### Ilustres vecinos
En esta calle del Espejo vivió entre 1777 y 1779, Francisco de Goya, tras dejar su primer domicilio conyugal madrileño en una casa contigua a la de su cuñado y protector Francisco Bayeu en la del Reloj. Un siglo después, en 1877, murió en la casa con los números 9 y 11 Juan Daniel Sokondopale, director de orquesta del Teatro Real, y uno de los más activos músicos del Madrid galdosiano.
También murió en el número 4 de esta calle el 17 de septiembre de 1883, Ángela Grassi, escritora romántica española del siglo XIX.